# Sint-Laurentiuskerk (Verrebroek)

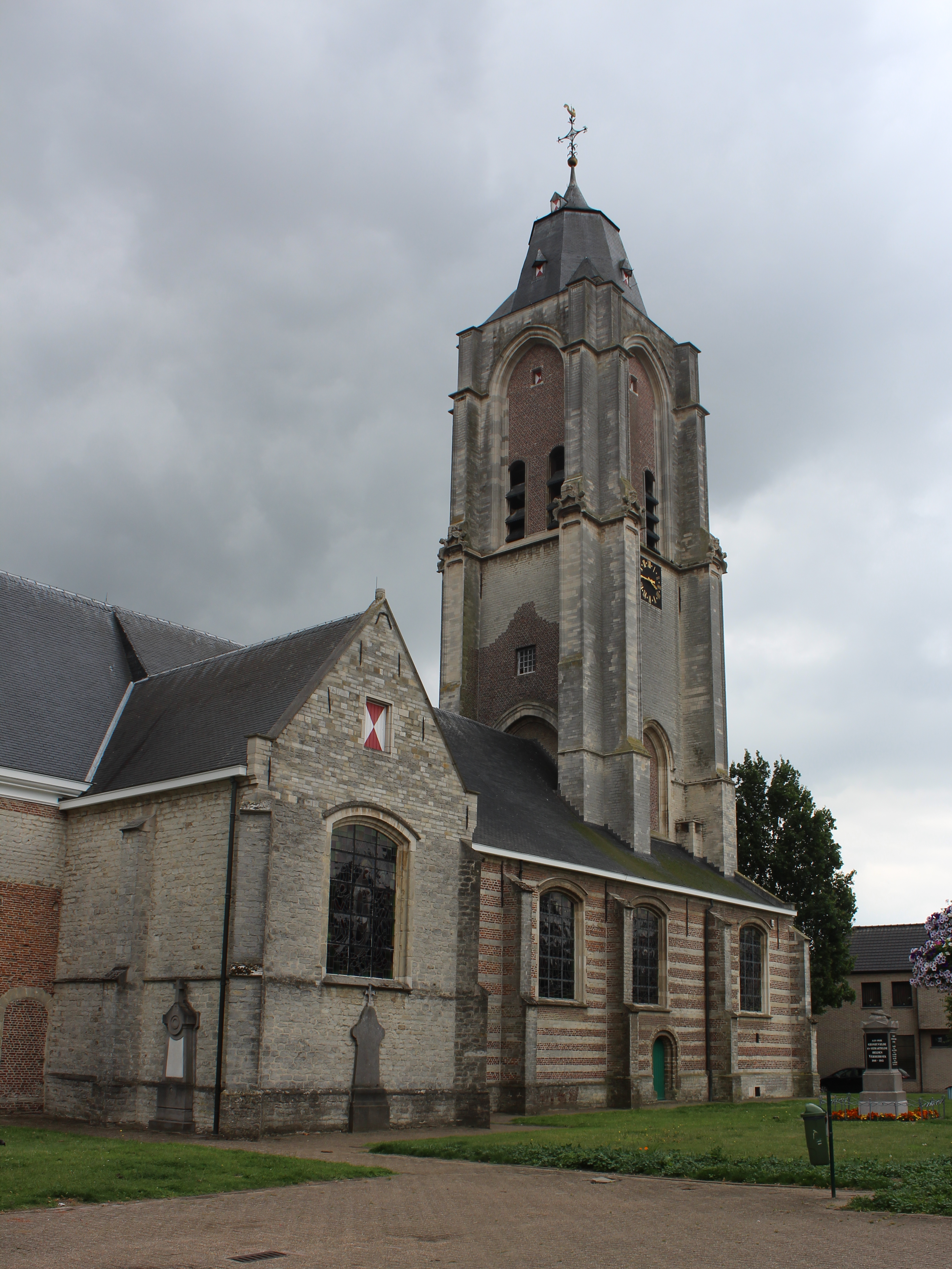
Sint-Laurentiuskerk

De Sint-Laurentiuskerk is de parochiekerk van de tot de Oost-Vlaamse gemeente Beveren behorende plaats Verrebroek, gelegen aan het Verheyenplein 7.

## Geschiedenis
In 1147 stond hier al een kerkje, waarvan overigens geen overblijfselen meer werden aangetroffen. Tijdens het eerste kwartaal van de 15e eeuw, toen Verrebroek vanwege de moernering zeer welvarend was, werd een aanzet tot een grote kerk gegeven. Alleen het koor en de toren werden uitgevoerd. Midden 16e eeuw werd aan zijbeuken gewerkt, maar de werken hadden te lijden van overstromingen. In de 17e eeuw werd de kerk voltooid: van 1652-1654 werden de zijbeuken voltooid, in 1672 werd de noordelijke en in 1688 de zuidelijke transeptarm uitgevoerd. In 1681 werd de toren afgewerkt, waarbij de oorspronkelijk geplande achtkante klokkenverdieping niet meer werd uitgevoerd.
In 1765 werd de kerk overkluisd met een kruisribgewelf en in 1783 werd het koor verhoogd. In 1804 werd de spits afgebroken en kwam er een semafoor op de toren volgens het systeem van Claude Chappe. In 1815 werd de semafoor afgebroken en de toren werd gedeeltelijk hersteld onder leiding van Jan De Somme-Servais.
In 1944 werd de kerk door oorlogshandelingen beschadigd. Deze werd hersteld en in 1978 werden opnieuw restauraties uitgevoerd.

## Gebouw
Het betreft een driebeukige pseudobasilicale kruiskerk in gotische stijl met driezijdig afgesloten koor en ingebouwde, zware toren. De kerk is gebouwd in zandsteen en baksteen. De toren is in zandsteen en heeft vier geledingen, gekroond door een afgestompte achtzijdige spits. De benedenkerk vertoont baksteen met zandstenen speklagen. Het koor is uitgevoerd in zandsteen.

## Interieur
Het hoofdaltaar heeft een schilderij van 1645 door Gerard Wery, voorstellende de Aanbidding der koningen. Van 1660 is een houten calvarie, door Pieter Caulier. Guilliam Talboom vervaardigde in 1662 beelden van Sint-Laurentius en Sint-Rochus.
De altaren en de communiebank zijn van 1670, de biechtstoelen van 1658, de preekstoel van 1664, het doksaal van 1725 en drie credenstafels in rococostijl van 1771. Het koorgestoelte is afkomstig uit het voormalig Wilhelmietenklooster te Beveren.